# Jean-Claude Mbvoumin
Jean-Claude Mbvoumin, né le 5 décembre 1973 à Kribi, est un footballeur international camerounais. 
Au terme de sa carrière sportive, il crée en 2000 l'Association Foot solidaire qui œuvre en faveur de la protection des jeunes joueurs et lutte contre la traite des footballeurs mineurs.

## Carrière sportive
Originaire de Kribi, il est formé au Canon Yaoundé, club avec lequel il remporte le championnat en 1991 et la coupe du Cameroun en 1993. 
Au cours de la saison 1994/1995, il est transféré en France, à 21 ans, à l’AS Beauvais Oise, club de National, qu’il contribue à hisser la saison suivante en Ligue 2, avant d’aller poursuivre son apprentissage du professionnalisme à l'Union sportive du littoral de Dunkerque (National). Il porte ensuite les couleurs de l'US Boulogne, puis de l’Entente Sannois Saint-Gratien, clubs de National, avant de mettre un terme à sa carrière en 2007. 
Cet ancien arrière gauche dispute la Coupe d'Afrique des nations junior qui se déroule en république de Maurice, et la Coupe du monde de football des moins de 20 ans organisée en Australie en 1993 avec Marc-Vivien Foé, Rigobert Song, Serge Mimpo et autre Pius N'Diefi.
Ancien capitaine du Canon de Yaoundé, il compte une sélection en équipe nationale du Cameroun, aux côtés de joueurs comme François Omam-Biyick, Geremi, Rigobert Song, Patrick Mboma et Marc-Vivien Foé, avant une fin de carrière internationale à la suite d'une blessure en 1997.

## Son action
Jean-Claude Mbvoumin créé l'association Foot solidaire en 2000. Cette association s'engage pour la protection des jeunes joueurs de football. 
Depuis 2007, Jean Claude Mbvoumin engage le Parlement européen à réfléchir sur la question de la protection des jeunes joueurs étrangers qui arrivent en Europe pour une éventuelle carrière dans le football. Il travaille avec de nombreuses autres institutions européennes et internationales telles que le Bureau des Nations Unies  pour le sport au service du développement et de la paix (UNOSDP), le Conseil de l'Europe (EPAS), la FIFA, les ligues professionnelles européennes de football (EPFL). En raison de son expérience et de son expertise, il est considéré comme une haute figure dans la promotion de la protection des jeunes sportifs.
En 2020, il écrit Mon incroyable voyage en ballon pour la protection des enfants dans le football. Ce livre relate son parcours et son engagement au sein de Foot Solidaire ainsi que certaines anecdotes pleines d'humour concernant sa carrière de football. 

## Distinctions
Jean-Claude Mbvoumin reçoit notamment le Jackie Robinson Humanitarian Award de l'United States Sports Academy, après le Hero Acting to End Modern-Day Slavery Award du département d'État américain en 2008.